# Виноградное (Херсонская область)
Виноградное (укр. Виноградне) — посёлок в Чулаковской сельской общине Скадовского района Херсонской области Украины.
Население по переписи 2001 года составляло 24 человека. Почтовый индекс — 75621. Телефонный код — 5539. Код КОАТУУ — 6522384502.

## История
В 1946 году указом ПВС УССР хутор Шабо переименован в Виноградный.
В 2017 году посёлок Виноградное Рыбальченского сельского совета вошло в состав Чулаковской сельской общины в рамках административно-территориальной реформы.
В июле 2020 года Голопристанский район в рамках административно-территориальной реформы был ликвидирован и посёлок вошел в состав укрупнённого Скадовского района.
В 2022 году, во время вторжения России на Украину, село было захвачено. На данный момент оккупировано ВС РФ.

## Местный совет
75621, Херсонская обл., Голопристанский р-н, с. Рыбальче, ул. Набережная, 88